# Linda Emond
Pour les articles homonymes, voir Emond.
Linda Emond est une actrice américaine née le 22 mai 1959 à New Brunswick (New Jersey).

## Filmographie

### Cinéma
- 1989 : God's Will : Gwyneth
- 2000 : Pollock : Martha Holmes
- 2001 : Almost Santas : Nina Ellington
- 2002 : A Gentleman's Game : Meredith Price
- 2002 : Père et flic (City by the Sea) : Margery
- 2005 : The Dying Gaul : le docteur Marta Foss
- 2005 : Dark Water : Mediator
- 2006 : L'Affaire Josey Aimes (North Country) : Leslie Conlin
- 2007 : Trade : Patty Sheridan
- 2007 : Across the Universe : Mme Carrigan, la mère de Lucy
- 2008 : Stop-Loss : Ida King
- 2009 : The Missing Person : Mrs. Fullmer
- 2009 : Julie et Julia (Julie & Julia) : Simone Beck
- 2011 : A Bird of the Air : Margie
- 2013 : Old Boy : Edwina Burke
- 2015 : Marions-nous ! (Jenny's Wedding) : Rose
- 2015 : La Famille Fang : Miss Delano
- 2015 : Indignation : Ether Messner
- 2016 : The Land : Momma
- 2017 : About Ray : Frances
- 2017 : Song to Song : Judy, la mère de BV
- 2019 : Les Derniers Jours de Monsieur Brown : Barbara
- 2022 : Causeway de Lila Neugebaue : Gloria
- 2026 : The Bride de Maggie Gyllenhaal

### Télévision
Téléfilms
- 1993 : Harcèlement (I Can Make You Love Me) de Michael Switzer : Penny
- 2009 : Georgia O'Keeffe de Bob Balaban : Beck Strand
- 2009 : A Dog Named Christmas de Peter Werner : Mary Ann McCray

Séries télévisées
- 1992 : La Loi de Los Angeles (L.A. Law) : le docteur Emily Connor (1 épisode)
- 1992 : Mann & Machine : Monica Barker (1 épisode)
- 1993 : La voix du silence (Reasonable Doubts) : Pamela Reichel (1 épisode)
- 1996 : Biography : Narratrice (1 épisode)
- 1996 : New York, police judiciaire (Law & Order) : Laura Cochran (saison 6, épisode 16)
- 1997 : Feds : June Leeds (1 épisode)
- 1997 : New York Undercover : Nancy Carol (1 épisode)
- 2000 : Wonderland : A.D.A. Stricler (4 épisodes)
- 2000 : New York, police judiciaire (Law & Order) : Carolyn Tyler (saison 10, épisode 13)
- 2000 : Les Soprano (The Sopranos) : Delilah (1 épisode)
- 2001 : New York 911 (Third Watch) : Francine Bradley (1 épisode)
- 2002 : New York, section criminelle (Law and Order: Criminal Intent) : Dr. Christine Fellowes (saison 2, épisode 3)
- 2004 : New York, unité spéciale (Law & Order: Special Victims Unit) : le docteur Emily Sopher (saison 5, épisodes 13 et 17)
- 2005 : New York, cour de justice (Law & Order: Trial by Jury) : Dr. Emily Downey (saison 1, épisode 5)
- 2005 : New York, police judiciaire (Law & Order) : Rosalie Helton (saison 15, épisode 20)
- 2006 : American Experience : Abigail Adams (1 épisode)
- 2008 : 30 Rock : Commercial voice (1 épisode, non créditée)
- 2008 : New York, unité spéciale: le docteur Emily Sopher (saison 9, épisode 13)
- 2008-2009 : Gossip Girl : Headmistress Queller (3 épisodes)
- 2009 : New York, unité spéciale : le docteur Emily Sopher (saison 11, épisode 4)
- 2010-2012 : The Good Wife : Juge Leora Kuhn (3 épisodes)
- 2011 : Unforgettable : Debi Moser (1 épisode)
- 2011 : New York, unité spéciale : le docteur Emily Sopher (saison 13, épisode 10)
- 2013 : New York, unité spéciale : le docteur Emily Sopher (saison 14, épisode 20)
- 2013 : Elementary : le docteur Candace Reed (3 épisodes)
- 2014 : New York, unité spéciale : le docteur Emily Sopher (saison 16, épisode 3)
- 2015 : The Knick : Anne Chickering (3 épisodes)
- 2015-2016 : Madam Secretary : Carol Jackson (2 épisodes)
- 2016 : BrainDead : Kara Wright (1 épisode)
- 2016 : Blacklist : le docteur Adrian Shaw (2 épisodes)
- 2022 : The Gilded Age : Clara Barton (2 épisodes)
- 2022 : The Patient : Candace Fortner (rôle principal)
- 2022 : New York, unité spéciale : le docteur Emily Sopher (saison 23, épisode 22)
- 2024 : Meurtres et Autres Complications : l'agent Hilde Eriksen

## Voix francophones
En France, Josiane Pinson est la voix régulière de Linda Emond.
| - Josiane Pinson dans : - Old Boy - Les Derniers Jours de Monsieur Brown - Gemini Man - Impardonnable - The Gilded Age (série télévisée) - Causeway - The Patient (mini-série) - Hélène Otternaud (*1948 - 2022) dans : - Julie et Julia - The Good Wife (série télévisée) - Elementary (série télévisée) - Caroline Jacquin dans : - Stop-Loss - Song to Song | - Pauline Larrieu dans (les séries télévisées) : - Unforgettable - Madam Secretary - Marie Vincent dans (les séries télévisées) : - Only Murders in the Building - Meurtres et Autres Complications Et aussi - Frédérique Tirmont dans L'Affaire Josey Aimes - Françoise Rigal dans About Ray - Marie Lenoir dans Blacklist (série télévisée) - Ivana Coppola dans Lodge 49 (en) (série télévisée) - Marie-Frédérique Habert dans Succession (série télévisée) |